# Las Avesöarna

Lägeskarta, Dependencias Federales med Las Avesöarna längst upp

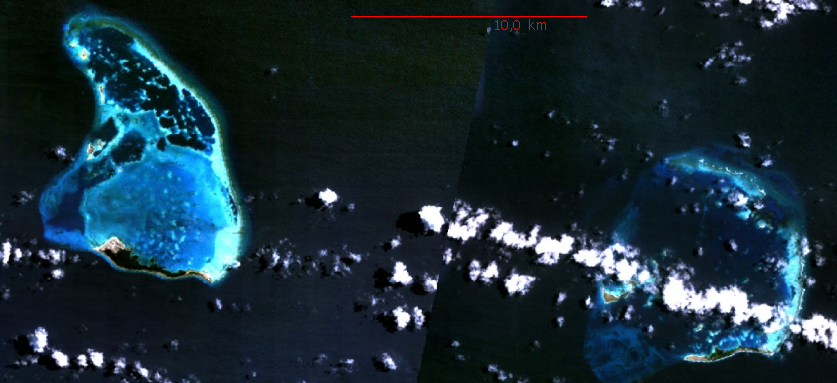
Las Avesöarna

Las Avesöarna (spanska Archipiélago Las Aves, Fågelöarna) är en ögrupp i Karibiska havet och tillhör Venezuela. Ögruppen ska inte förväxlas med Isla Aves som är Venezuelas nordligaste plats.

## Geografi
Las Avesöarna ligger cirka 200 km nordväst om Caracas, cirka 48 km nordväst om Archipiélago Los Roques och ca 70 km sydöst om Bonaire.
Den obebodda ögruppen är av vulkaniskt ursprung och har en areal om cirka 280 km² med en landmassa på ca 3,35 km² (1). Den högsta höjden är på ca 40 m ö.h.
Ögruppen består av 2 områden cirka 24 km ifrån varandra

### Aves de Barlovento
Den östra gruppen, även Windward Aves. Gruppen omfattar 12 större öar som ligger innanför ett korallrev som har en diameter på ca 8 km, de största öarna är:
- Isla Aves de Barlovento
- Cayo Bubi
- Cayo de Las Bobas
- Isla Tesoro

### Aves de Sotavento
Den västra gruppen, även Leeward Aves. Gruppen omfattar 7 större öar som ligger innanför ett korallrev, de största öarna är:
- Isla Aves de Sotavento
- Isla Larga
- Cayos de La Colonia
- Isla Maceta
- Isla Saquisaqui
- Cayo Sterna
- Cayo Tirra

Förvaltningsmässigt ingår ögruppen i distriktet "Dependencias Federales".

## Historia
1678 sjönk 15 franska krigsfartyg under befäl av amiral Jean d'Estrees kring Aves de Barlovento, flottstyrkan var på väg till ett angrepp mot Curaçao (2).
1938 ställdes ögruppen under förvaltning av Ministerio del Interior y de Justicia (Venezuelas inrikes- och justisieddepartement) (3) som delområde i Dependencias Federales.
Den 9 augusti 1972 utnämndes ögruppen tillsammans med hela området Dependencias Federales till nationalpark efter ett regeringsbeslut (4) och parkområdet inrättades formellt den 18 augusti.